# Piriqueta ochroleuca
Piriqueta ochroleuca är en passionsblomsväxtart som beskrevs av Ignatz Urban. Piriqueta ochroleuca ingår i släktet Piriqueta och familjen passionsblomsväxter. Inga underarter finns listade i Catalogue of Life.